# Richard Mummendey
Richard Mummendey (* 14. Juli 1900 in Angelsdorf, heute Ortsteil von Elsdorf (Rheinland); † 24. September 1978 in Bad Kissingen, Unterfranken) war ein deutscher Bibliothekar, Buchwissenschaftler, Autor, Übersetzer und Herausgeber.

## Leben
Mummendey war ein deutscher Bibliothekar und Buchwissenschaftler. Seit 1962 war er stellvertretender Direktor der Universitätsbibliothek Bonn.
Bekannt war er auch als Übersetzer aus dem Englischen und Amerikanischen. So übertrug er z. B. Werke von Robert Louis Stevenson („Die Schatzinsel“, 1967), Herman Melville („Moby Dick“, 1964; „Benito Cereno“) und Charles Dickens ins Deutsche. Er übersetzte auch die Erstausgabe von Jonathan Swifts „Gullivers Reisen in ferne Länder“ (Büchergilde Gutenberg, 1952).

## Werke (Auswahl)
- Von Büchern und Bibliotheken, Verlag Buchgemeinde, Bonn 1950 (Nachdruck Wissenschaftliche Buchgesellschaft, Darmstadt 1987, ISBN 3-534-10118-9).
- Die Sprache und Literatur der Angelsachsen im Spiegel der deutschen Universitätsschriften 1885-1950. Eine Bibliographie (= Bonner Beiträge zur Bibliotheks- und Bücherkunde, Bd. 1). Bouvier, Bonn 1954.
- Die schöne Literatur der Vereinigten Staaten von Amerika in deutschen Übersetzungen. Verlag H. Bouvier, 1961
- Die Bibliothekare des wissenschaftlichen Dienstes der Universitätsbibliothek Bonn, 1818-1968. In: „Bonner Beiträge zur Bibliotheks- und Bücherkunde“, Band 19, Seite 136–138. Verlag H. Bouvier, Bonn 1968